# برناردو ريفيرو
برناردو ريفيرو (بالإسبانية: Bernardo Rivero)‏ هو رسام بيروفي، ولد في 1889 في كاياو في بيرو، وتوفي في 1965 في ليما في بيرو.